# Alto Alegre (Rio Grande do Sul)
Alto Alegre is een gemeente in de Braziliaanse deelstaat Rio Grande do Sul. De gemeente telt 1.945 inwoners (schatting 2009).

## Aangrenzende gemeenten
De gemeente grenst aan Campos Borges, Espumoso, Quinze de Novembro en Selbach.